# Yewa (Fluss)
Der Yewa ist ein Fluss in Westafrika, an der Grenze zwischen Nigeria und Benin.

## Verlauf
Der Fluss entspringt im Südosten Benins, im Norden des Département Plateau, an der Grenze zu Nigeria. Er verläuft zunächst in südöstliche Richtung. Schon kurz nach seiner Quelle bildet er für ein kurzes Stück die Grenze zwischen den beiden Staaten. Nach etwa einem Drittel seines Wegs schwenkt er nach Süden und nimmt bald darauf von rechts seinen größten Nebenfluss, den Idi, auf. Der Yewa mündet über sein Mündungsgewässer, den Ajara, in einen östlichen Ausläufer der Porto-Novo-Lagune beziehungsweise über diese in den Golf von Guinea.

## Hydrometrie
Die Durchflussmenge des Yewa wurde an der Mündung in m³/s gemessen.